# Juan de Ampiés

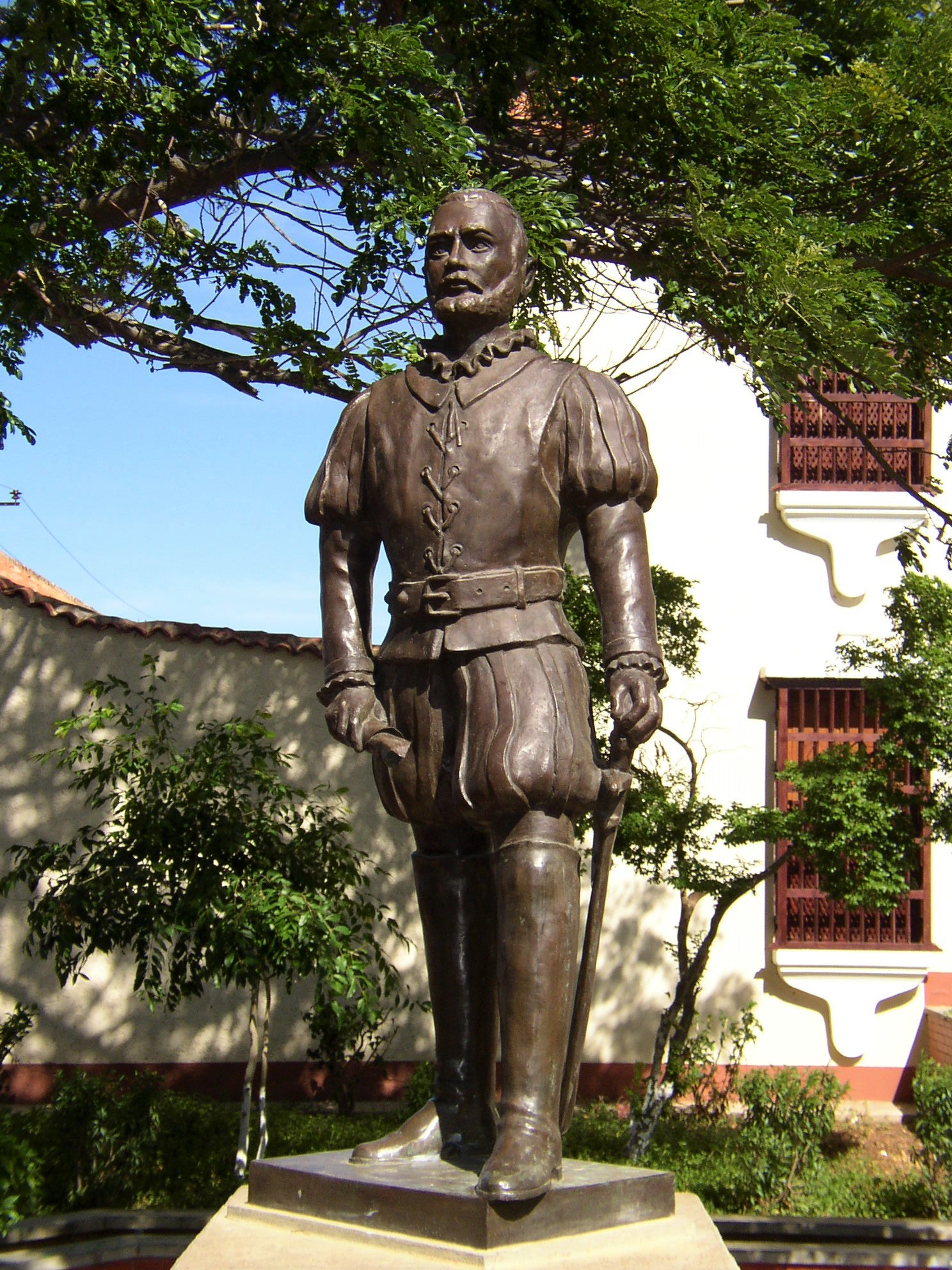
Juan de Ampiés, Santa Ana de Coro.

Juan Martínez de Ampiés (Aragon, ? - Hispaniola, 1533; ook gespeld als Martín de Ampués) was een officier van het Spaanse leger voordat hij omstreeks 1511 naar Hispaniola vertrok. Daar verwierf hij als regidor een voorname positie in het bestuur. Ook beschikte hij over plantages, vee en een monopolie over de inheemse slavernij ten behoeve van de parelvisserij te Cubagua, voor de kust van het huidige Venezuela.
In 1513-1515 organiseerde hij de deportatie van de inheemse bevolking van Curaçao, Aruba en Bonaire. Hun aantal wordt geschat op ongeveer 2000. Zij werden tewerkgesteld op de plantages en mijnen te Hispaniola. Omstreeks 1525 verwierf De Ampiés de eilanden als encomienda. Hij richtte in juli 1527 Santa Ana de Coro op om contacten te leggen ten behoeve van de inheemse slavenhandel in de regio.
Hij verliet Venezuela nadat de bankiersfamilie Welsers van keizer Karel V koloniale rechten had gekregen. Hun vertegenwoordigers zetten de Duitse kolonisatie van de Amerika's en de verwoesting van West-Indië in gang, zoals beschreven door Bartolomé de las Casas. De kolonisatie van de Benedenwindse Eilanden viel stil.
De Ampies overleed in 1533 te Hispaniola. De verwaarloosde Benedenwindse encomienda werd overgenomen door zijn schoonzoon Lazaro Bejarano.